# Hennie Kuiper
Hennie Kuiper (n. 3 februarie 1949, Dinkelland, Overijssel, Țările de Jos) este un sportiv ce a reprezentat Regatul Țărilor de Jos, medaliat olimpic. A participat la o ediție a Jocurilor Olimpice (1972) în care a câștigat o medalie de aur.